# Лопес, Хосе Венансио
Хосе Венансио Лопес Иерро (исп. José Venancio López Hierro; 27 июня 1964, Бильбао) — испанский футболист, игрок в мини-футбол, после завершения карьеры — мини-футбольный тренер. Ныне возглавляет сборную Узбекистана по мини-футболу.

## Биография
Почти всю игровую карьеру Лопес провёл в клубе «Лехона» из его родного Бильбао. В конце 80-х он являлся играющим тренером команды, а после завершения игровой карьеры полностью перешёл на тренерскую работу. После «Лехоны» он тренировал «Бильбао» и «Кастро», а затем некоторое время работал в тренерском штабе сборной Испании.
В 1998 году Лопес был назначен главным тренером клуба «Каха Сеговия». Уже в первом сезоне он достиг феноменальных успехов с сеговийским клубом, выиграв чемпионат, кубок и суперкубок. Затем он привёл клуб к победе в главных международных соревнованиях тех лет: Турнире Европейских Чемпионов и Межконтинентальном кубке. Выиграв ещё несколько трофеев, в 2002 году Лопес покинул «Каха Сеговия».
В 2003 году Лопес получил опыт зарубежной работы, возглавив сборную Гватемалы, однако уже вскоре вернулся в Испанию и возглавил «Аутос Лобелье». В 2006 году он привёл свой новый клуб к победе в Кубке Испании, а вскоре выиграл и неофициальный Кубок обладателей кубков.
В 2007 году Лопес возглавил сборную Испании, заменив Хавьера Лосано. Уже через два месяца после своего назначения он привёл сборную к победе на Чемпионате Европы 2007 года. На Чемпионате мира 2008 года ведомые им испанцы выиграли серебро, а на Чемпионате Европы 2010 года вновь стали чемпионами.

## Тренерские достижения
- Серебряный призёр чемпионата мира по мини-футболу 2008
- Чемпион Европы по мини-футболу (2): 2007, 2010
- Турнир Европейских Чемпионов по мини-футболу 2000
- Обладатель Межконтинентального кубка 2000
- Чемпион Испании по мини-футболу 1998/99
- Обладатель Кубка Испании по мини-футболу (3): 1999, 2000, 2006
- Обладатель Суперкубка Испании по мини-футболу (3): 1999, 2000, 2001
- Обладатель Кубка обладателей кубков 2007